# Shikoku Inu
El Shikoku Inu es una raza de perro originaria de Japón y más concretamente de la isla de Shikoku. También recibe los nombres de Kochi-ken, Mikawa Inu o Perro lobo. En 1937 fue declarado Monumento natural de Japón. Su aspecto recuerda al Shiba Inu pero de mayor tamaño. Fue utilizado para la caza del jabalí y del ciervo.

## Variedades
Se distinguen 3 variedades en la raza, la Awa, la Hongawa, y la Hata, según la región de Shikoku donde fueron criadas. Los perros de la variedad Hongawa están considerados como los de mayor tipicidad y que conservan el mayor grado de pureza al ser la región de origen una zona remota y de difícil acceso.

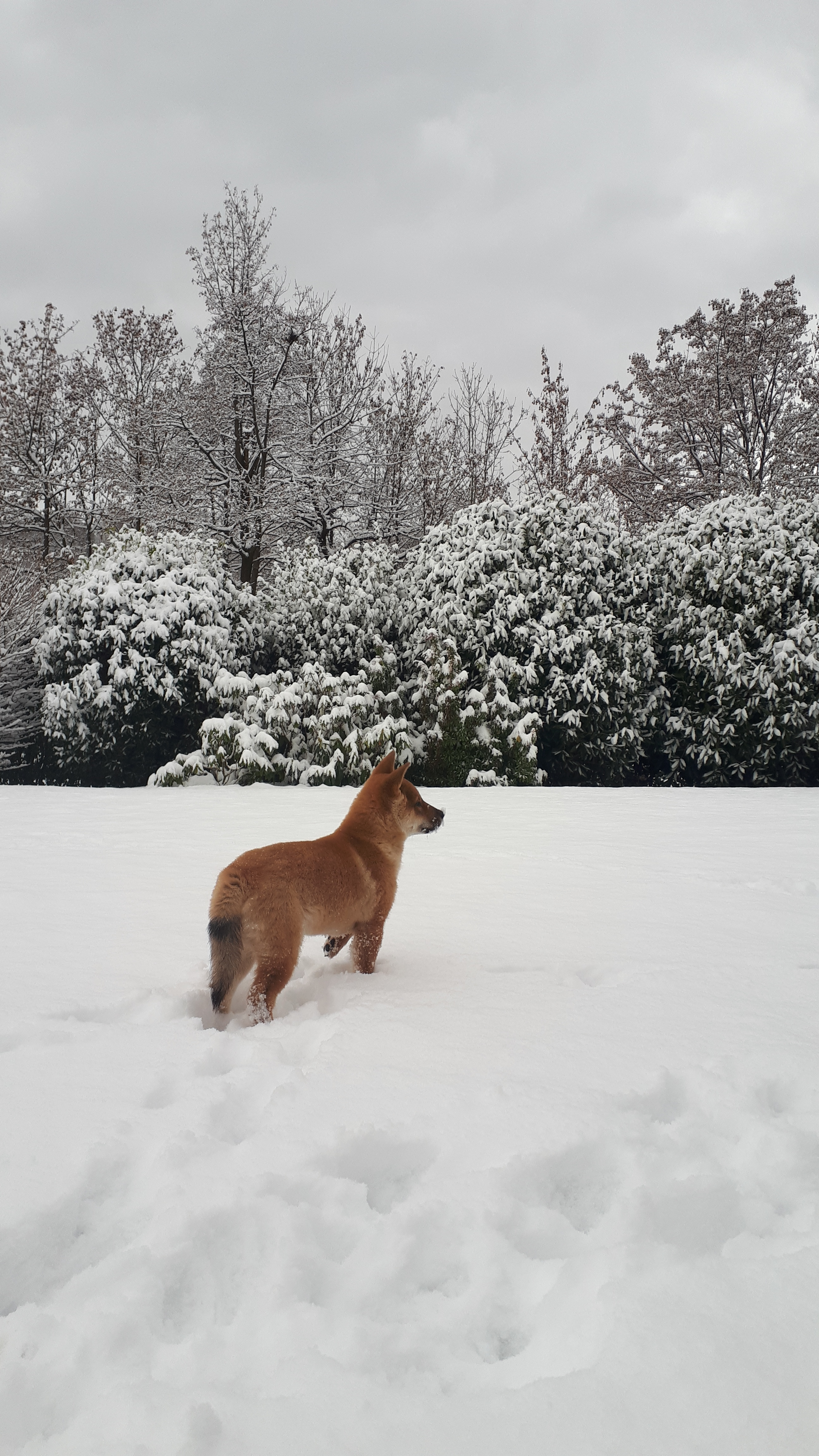
Cachorro de Shikoku en la nieve